# 데모씬

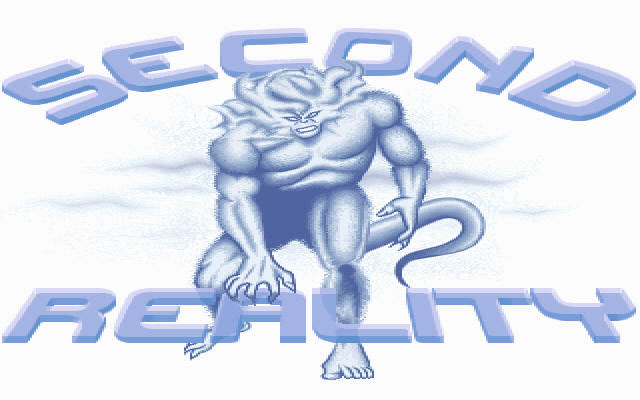
퓨처 크루의 데모 세컨드 리얼리티의 스크린샷.

데모씬(demoscene)은 데모(demo) 제작에 초점을 둔 국제적인 컴퓨터 아트 서브컬처이다. 이 데모는 오디오 비주얼 프레젠테이션을 만들어내며, 독립 구성이지만 가끔은 크기가 극히 작은 컴퓨터 프로그램인 경우도 있다. 데모의 목적은 프로그래밍, 시각예술, 음악적 기술을 뽐내는 것이다. 데모와 기타 데모씬 제작은 데모파티(demoparty)라는 이름의 축제에서 공유되며 참석자들에 의해 투표되며 온라인으로 공개된다.
데모씬의 뿌리는 1970년대 말 가정용 컴퓨터의 혁명과 그 이후 소프트웨어 크래킹의 출현에 있다. 크래커들은 비디오 게임의 코드를 변조하여 복사 보호를 제거하고 자신만의 소개 화면을 추가함으로써 자신들만의 크랙 인트로를 추가한다. 이들은 머지 않아 이러한 추가분의 최고의 시각적 표현을 위해 경쟁하기 시작했다. 인트로와 독립적인 데모를 만드는 것을 통해 게이밍:29–30과 소프트웨어 공유 씬과는 별개로 새로운 커뮤니티나 발달하였다.